# Могилів-Подільський консервний завод
Могилів-Подільський консервний завод — підприємство харчової промисловості в місті Могилів-Подільський Могилів-Подільського району Вінницької області  України.

## Історія
Консервний завод було збудовано відповідно до першого п'ятирічного плану розвитку народного господарства СРСР.
Після початку Німецько-радянської війни з 23 червня 1941 року почалися повітряні бомбардування міста.
4 липня радянські війська відступили на лівий берег Дністра, 7 липня 1941 року розпочалися бої за Могилів-Подільський. 19 липня 1941 року він був окупований німецько-румунськими військами і включений до складу Румунії. 19 березня 1944 року місто було звільнено радянськими військами.
У період німецько-румунської окупації завод був пограбований і зруйнований, але відповідно до четвертого п'ятирічного плану відновлення та розвитку народного господарства СРСР він був відновлений і до початку 1946 року - відновив роботу під назвою «Могилів-Подільський плодоконсервний завод». У роки п'ятої п'ятирічки завод збільшив виробничі потужності і розширив асортимент продукції.
У 1969 році промислові підприємства міста були підключені до єдиної енергосистеми СРСР.
Після освоєння виробництва м'ясних консервів підприємство було перейменовано на «Могилів-Подільський консервний завод».
На підприємстві розвивався рух винахідників та раціоналізаторів. У роки восьмої п'ятирічки тут розробили і здійснили комплексну механізацію розвантаження і навантаження і скла, створили нову високоефективну машину для миття скляних банок, а також пристрій для автоматизації роботи артезіанських свердловин. Кращий раціоналізатор заводу слюсар В. І. Бойко був нагороджений Орденом Леніна Орденом Леніна.
Загалом, за радянських часів консервний завод входив до числа провідних підприємств міста.
Після проголошення незалежності України завод перейшов у відання державного комітету харчової промисловості України.
У травні 1995 року Кабінет міністрів України ухвалив рішення про приватизацію заводу, надалі державне підприємство було перетворено на відкрите акціонерне товариство.

## Діяльність
Підприємство виробляє м'ясні, м'ясорослинні та плодоовочеві консерви.